# Borovac, Medveđa
Borovac (izvirno srbsko Боровац) je naselje v Srbiji, ki upravno spada pod Občino Medveđa; slednja pa je del Jablaniškega upravnega okraja.

## Demografija
V naselju živi 52 polnoletnih prebivalcev, pri čemer je njihova povprečna starost 48,4 let (48,9 pri moških in 47,9 pri ženskah). Naselje ima 24 gospodinjstev, pri čemer je povprečno število članov na gospodinjstvo 2,46.
To naselje je, glede na rezultate popisa iz leta 2002, večinoma srbsko.
|  |

| Demografija | Demografija     | Demografija     |
| Leto        | Št. prebivalcev | Št. prebivalcev |
| ----------- | --------------- | --------------- |
|             |                 |                 |
|             |                 |                 |
|             |                 |                 |
|             |                 |                 |
| 1948        | 400             |                 |
| 1953        | 403             |                 |
| 1961        | 330             |                 |
| 1971        | 224             |                 |
| 1981        | 156             |                 |
| 1991        | 114             | 114             |
| 2002        | 60              | 59              |
|             |                 |                 |

| Etnična sestava po popisu iz leta 2002 | Etnična sestava po popisu iz leta 2002 | Etnična sestava po popisu iz leta 2002 | Etnična sestava po popisu iz leta 2002 | Etnična sestava po popisu iz leta 2002 |
| -------------------------------------- | -------------------------------------- | -------------------------------------- | -------------------------------------- | -------------------------------------- |
| Srbi                                   | Srbi                                   |                                        | 54                                     | 91,52%                                 |
| Albanci                                | Albanci                                |                                        | 5                                      | 8,47%                                  |
| Neznano                                | Neznano                                |                                        | 0                                      | 0,0%                                   |